# اربی، لانکاشر
اربی (به انگلیسی: Ireby) یک محله مدنی و روستا در بریتانیا است که در لنکستر واقع شده‌است. اربی ۷۸ نفر جمعیت دارد.